# Wielgowo
Wielgowo (niem. Augustwalde) – część miasta Szczecina na osiedlu Wielgowo-Sławociesze-Zdunowo. Granice osiedla wyznaczają: droga krajowa nr 3, tory linii kolejowej Szczecin – Stargard oraz granica miasta. Od wschodu osiedle graniczy z gminą Kobylanka, a od północy z gminą Goleniów. 
Osiedle jest otoczone przez lasy Puszczy Goleniowskiej. Wielgowo jest osiedlem z zabudowaniami typu wiejskiego. Główne budynki znajdują się przy ulicy Bałtyckiej i na wschód od niej. Pozostałą część zajmują łąki i tereny rolnicze. Obok Wielgowa znajduje się osiedle Zdunowo. Obecnie trwa rozbudowa osiedla Osada Leśna, położonego przy północnej granicy osiedla, jego główną ulicą jest Sokolników. Głównymi ulicami dojazdowymi są: Tczewska z Dąbia, i prof. Tomasza Żuka (Zdunowska) z Płoni. Komunikację zapewnia kolej – stacja Szczecin Zdunowo oraz linie autobusowe 73, 93, 534.

## Nazwa
Po przejęciu miejscowości przez administrację polską w 1945 r. używano początkowo nazw Wielichowo i Wielgołęka. 12 listopada 1946 r. nadano miejscowości polską nazwę Wielgowo. Inspiracją dla niej było notowane w XIII i XIV wieku bagno i las Wielgowo (Velchow, Velgow), rozciągające się w okolicy; z kolei to określenie pochodzi od słowa „wielki”.

## Historia
Przed rozpoczęciem II wojny światowej Wielgowo znajdowało się w granicach powiatu nowogardzkiego (ówcześnie Kreis Naugard), w 1939 r. zostało włączone w granice Wielkiego Szczecina. Od 1945 r. przez 3 lata miejscowość należała do powiatu gryfińskiego, jako siedziba gminy Załom, w latach 1948–1954 ponownie w powiecie nowogardzkim, a w 1954 r. została włączona do Szczecina. Miała wtedy status dzielnicy podmiejskiej. W 1972 r. Wielgowo stało się osiedlem miejskim.

Galeria
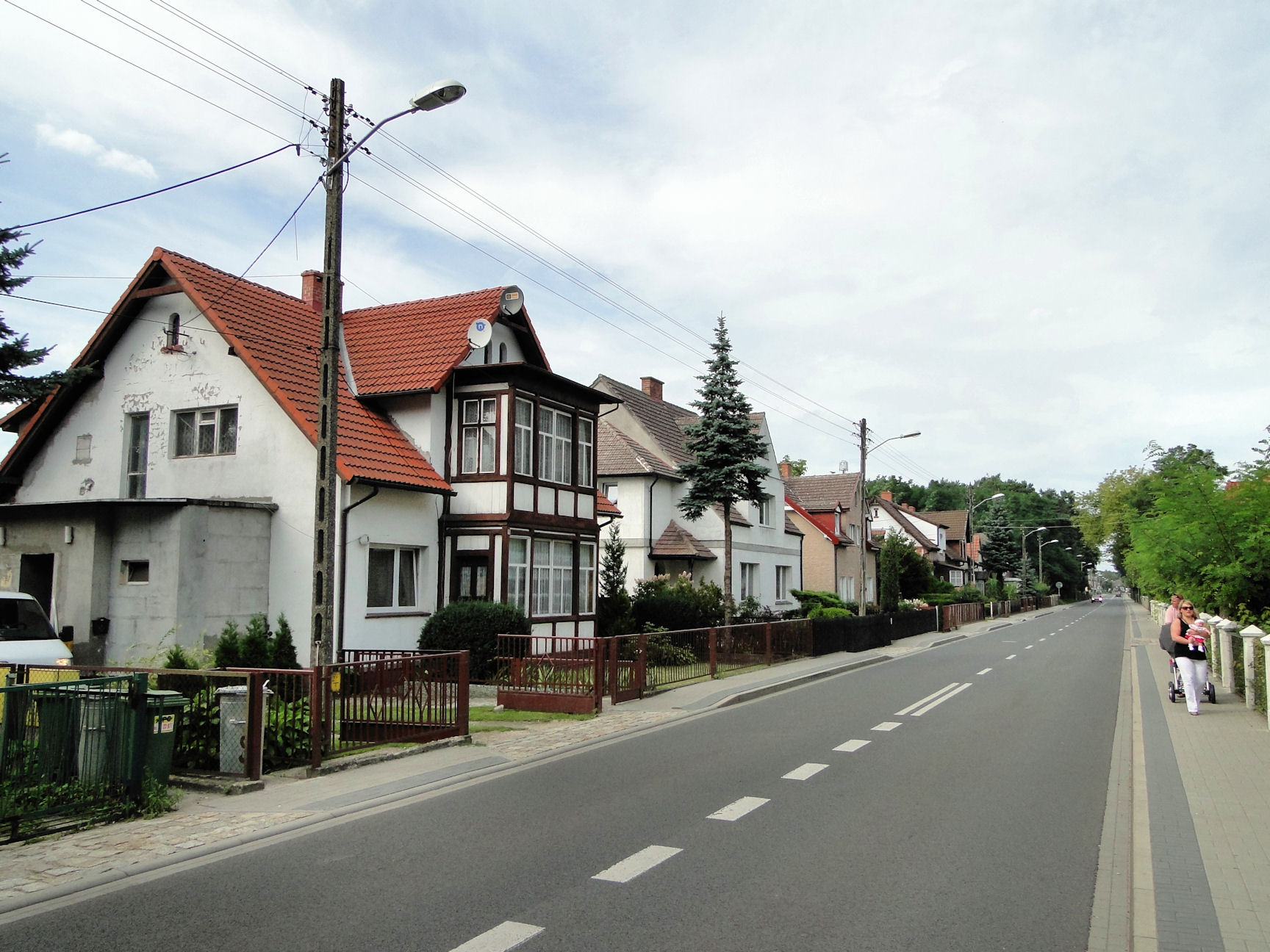
ul. Bałtycka
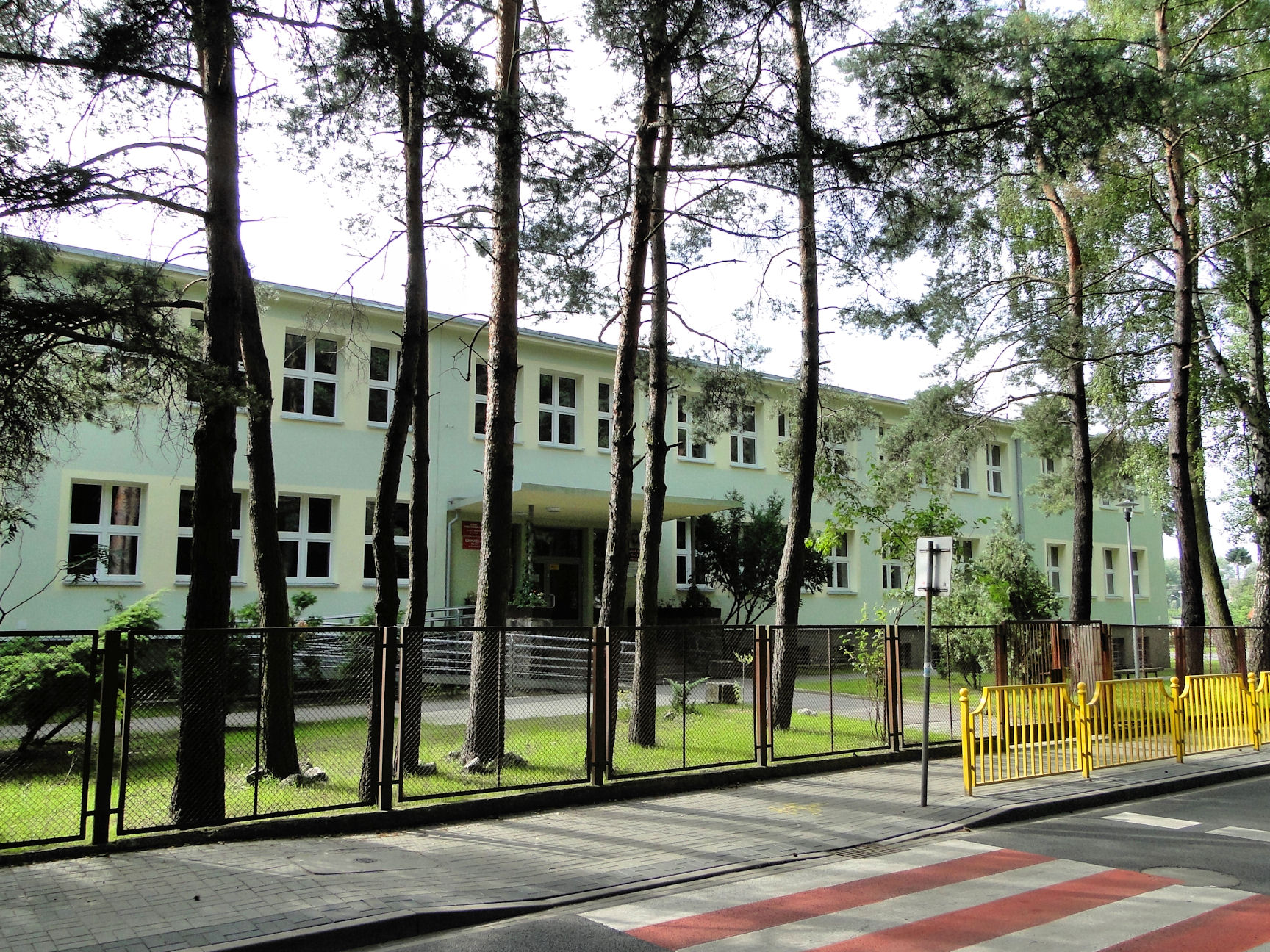
Szkoła
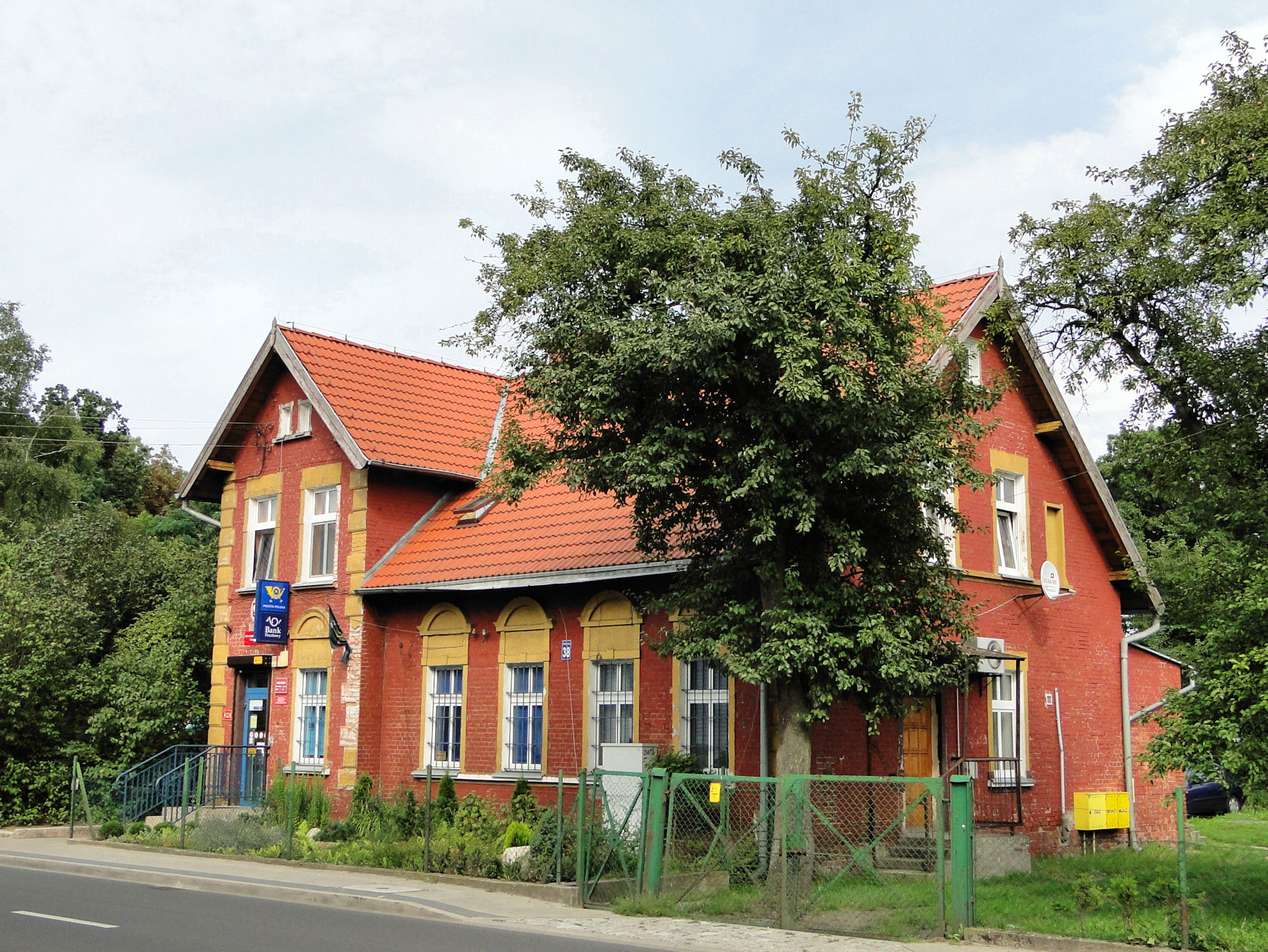
Poczta
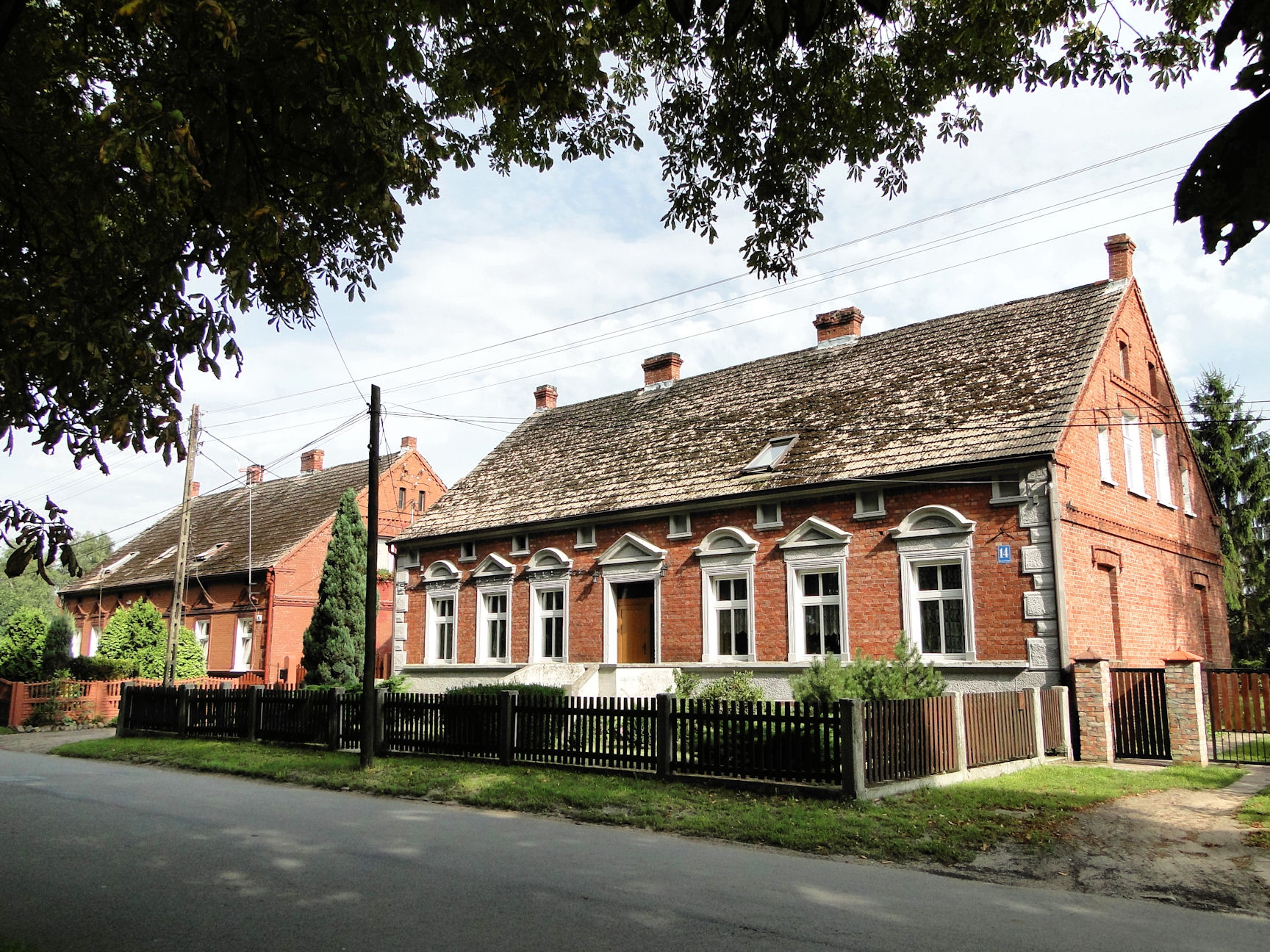
ul. ks. kan. Mieczysława Bryczkowskiego